# عیسی بیگلو
عیسی بیگلو، روستایی از توابع بخش افشار شهرستان خدابنده در استان زنجان ایران است، که در کنار رودخانه قزل‌اوزن واقع شده‌است.ساکنین این روستا از طایفه عیسی‌بیگلو و از تیره بهارلو بزرگترین ایل ترک‌شاهسون میباشند.

## جمعیت
این روستا در دهستان قشلاقات افشار قرار دارد و براساس سرشماری مرکز آمار ایران در سال ۱۳۸۵، جمعیت آن ۲۳ نفر (۴خانوار) بوده‌است.